# Matemática e arquitetura

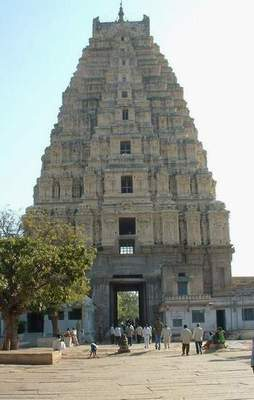
Um exemplo da união entre a matemática e a arquitetura.

A matemática e a arquitetura desenvolvem uma relação fundamental para a elaboração do espaço projetado e construído. Há uma relação muito forte entre elas, sendo esta essencial para os desenvolvimentos arquitetônicos.

## A Matemática e a decoração
De forma bastante sutil e indireta a matemática atua no campo da decoração, que está intimamente relacionada com a cromatologia (estudo das cores).
Um elemento importante da arquitetura decorativa é a luminosidade, que não é feita de modo aleatório: é necessário cálculos de posição, intensidade da luz e várias outras conclusões, que são possíveis apenas pela matemática.

## A Matemática e a construção
O aspecto, talvez, mais importante da arquitetura seja o desenvolvimento e a construção do ambiente.
A influência da matemática neste campo é notável, pois é fundamental o cálculo das áreas, altura dos elementos do ambiente, gerenciamento dos espaços e principalmente para o critério do material que será utilizado.
Esta parte da arquitetura sofre total influência da geometria, com a projeção de plantas e maquetes, que se baseiam numa ferramenta matemática bastante usual.

## A Arquitetura contemporânea
Com o passar dos séculos a arquitetura mudou progressivamente, deixando de lado apenas o aspecto estético.
Nos dias atuais, o arquiteto moderno dispõe de todos os avanços tecnológicos oferecidos não só pela matemática, mas pela ciência e tecnologia de forma geral, principalmente com os vários projetos de casas futuristas, o que faz com que a relação matemática-arquitetura tenha uma tendência de infinita expansão.